# Ilhéu Sinho
O ilhéu Sinho é um ilhéu a sudeste da Selvagem Grande, nas Ilhas Selvagens, Região Autónoma da Madeira, Portugal.